# Колумбийски университет
Колумбийският университет (официално: Колумбийски университет в град Ню Йорк, на английски: Columbia University in the City of New York) е най-старото висше училище в щата Ню Йорк и петото най-старо висше учебно заведение в САЩ изобщо. Той е основан през 1754 г. под името „Колеж на краля“ с харта на британския крал Джордж II. Намира се в Манхатън, Ню Йорк.
Колумбийският университет администрира годишната награда за журналистика „Пулицър“.

## Галерия
- Хюит хол
- Ърл хол
- Училище по математика
- Библиотека „Бътлър“
- Училище по международни отношения
- Училище по бизнес „Юрис“
- Медицински център „Ръс Бери“
- Онкологичен център „Ървинг“

## Известни личности
Преподаватели
- Джоузеф Щиглиц (р. 1943), икономист

Студенти и докторанти
- Айзък Азимов (1920 – 1992), писател
- Джон Ашбъри (р. 1927), поет
- Алгис Будрис (р. 1931), писател
- Гастон Ейскенс (1905 – 1988), белгийски политик
- Ървинг Лангмюр (1881 – 1957), химик и физик
- Аманда Пийт (р. 1972), актриса
- Алвин Рот (р. 1951), икономист
- Мъри Ротбард (1926 – 1995), икономист и философ
- Светослав Рьорих (1904 – 1993), руски художник
- Михаил Саакашвили (р. 1967), грузински политик
- Робърт Силвърбърг (р. 1935), писател
- Ъптон Синклер (1878 – 1968), писател
- Джак Керуак (1922 – 1969), писател